# Musée de Littérature et d'Art théâtral de Bosnie-Herzégovine
Le musée de Littérature et d'Art théâtral de Bosnie-Herzégovine (Museum of Literature and the Performing Arts of Bosnia and Herzegovina) est un musée historique fondé en 1961 comme Musée de Littérature, à Sarajevo, dans le but de présenter la littérature, puis dès 1977 les arts du théâtre, tels qu'ils ont été en activité en Bosnie-Herzégovine, à Sarajevo, Mostar, Banja Luka, et autres villes.

## Musée
Non loin de la Maison Despić, dont la famille était également propriétaire de cet immeuble, rive droite, le musée occupe depuis 1986 un bâtiment de la deuxième moitié du XIXe siècle (Sime Milutinovića Sarajlije 7, 71000 Sarajevo), sur cour, qui abrite également, depuis 1992, au rez-de-chaussée, la Galerie d'Art Mak,.
La direction a été assurée par Razija Handzic.

## Collections
Le musée détient environ 20 000 documents (manuscrits, correspondances) et objets en relation avec les écrivains et poètes Grgo Martić (en), Silvije Strahimir Kranjčević, Matija Divković, Antun Branko Šimić, Aleksa Šantić, Jovan Dučić, Mak Dizdar, Rodoljub Čolaković (en)... 
Les romanciers : Ivo Andrić, Meša Selimović, Zaim Topčić, Zlatko Topčić, Semezdin Mehmedinović, Skender Kulenović, Aleksandar Hemon, Branko Ćopić, Miljenko Jergović, Isak Samokovlija, Abdulah Sidran, Petar Kočić, Nedžad Ibrišimović...
Le Théâtre National, fondé en 1919, a eu comme premier directeur Branislav Nušić.
Divers magazines, dont Novi Plamen, Most and Sarajevske sveske, sont les publications qui rendent compte des événements culturels et littéraires du XXe siècle principalement.
L'information est fournie également en anglais (et en français en résumé).